# 科爾米茨貝格山

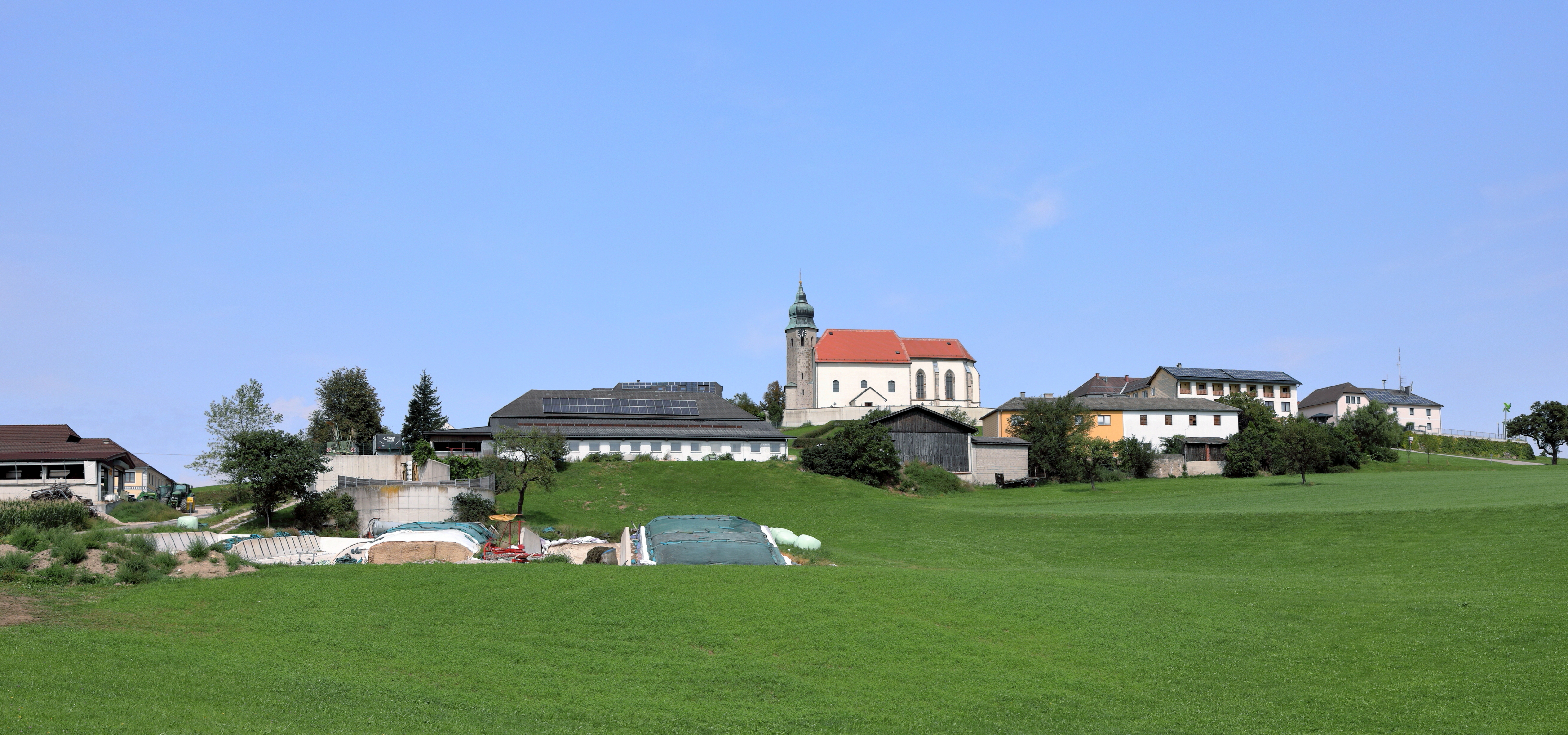

48°10′44″N 14°51′52″E / 48.17889°N 14.86444°E
科爾米茨貝格山（德語：Kollmitzberg），是奧地利的山峰，位於該國東北部，由下奧地利州負責管轄，屬於波希米亞山的一部分，距離多瑙河畔新施塔特爾2.3公里，海拔高度469米。